# Rectobuntonia subulata
Rectobuntonia subulata is een mosselkreeftjessoort uit de familie van de Trachyleberididae. De wetenschappelijke naam van de soort is voor het eerst geldig gepubliceerd in 1954 door Ruggieri.